# 마틴 E. 브룩스
마틴 E. 브룩스(Martin E. Brooks, 1925년 11월 30일 ~ 2015년 12월 7일)는 미국의 연극 배우, 영화배우, 텔레비전 배우이다.
미국에서 태어났다.

## 방송
- 6백만 달러의 사나이

## 영화
- 스트리트 건 (1996년)
- 티포스 (1994년)
- 바이오닉 소머즈 (1989년)
- 6백만 달러의 사나이와 소머즈 (1987년)
- 낫츠 랜딩 (1979년)
- 댈러스 (1978년)
- 소머즈 (1976년)
- 혹성탈출 - TV 시리즈 (1974년)
- 6백만 달러의 사나이 - TV 시리즈 (1974년)
- 형사 맥밀란 (1971년)
- 콜로서스 (1970년)
- 닥터 게논 (1969년)
- FBI (1965년)
- 서스펜스 (미국의 드라마)(영어판) (1949년)
- 스튜디오 원 (1948년)